# Grote rode rotshaas
De grote rode rotshaas (Pronolagus crassicaudatus)  is een zoogdier uit de familie van de hazen en konijnen (Leporidae). De wetenschappelijke naam van de soort werd voor het eerst geldig gepubliceerd door I. Geoffroy in 1832.

## Voorkomen
De soort komt voor in het zuidoosten  van Zuid-Afrika en het uiterste zuiden van Mozambique.